# Wahlbach (Haut-Rhin)
Wahlbach ist eine französische Gemeinde mit 495 Einwohnern (Stand 1. Januar 2022) im Département Haut-Rhin in der Region Grand Est (bis 2015 Elsass). Sie gehört zum Arrondissement Mulhouse, zum Kanton Brunstatt-Didenheim und zum Gemeindeverband Saint-Louis Agglomération.

## Geografie
Die Gemeinde Wahlbach liegt rund 15 Kilometer südlich von Mülhausen und 20 Kilometer nordwestlich von Basel in der Landschaft Pays de Sierentz im Tal des Walbaches, der das 6,41 km² große Gemeindegebiet in Ost-West-Richtung durchfließt. Das Dorf liegt südlich des Bachs.
Nachbargemeinden von Wahlbach sind Steinbrunn-le-Haut im Norden, Rantzwiller im Nordosten, Zaessingue im Osten, Franken im Südosten, Hundsbach im Süden, Hausgauen im Südwesten, Heiwiller im Westen und Obermorschwiller im Nordwesten.

## Geschichte
Archäologische Funde belegen, dass das Gebiet bereits im Neolithikum besiedelt war. Es liegt an einem alten keltischen Handelsweg, der Altkirch über Emlingen mit Sierentz verband. Unter dem Namen Walpach oder Wahlpach, der darauf hindeutet, dass sich auch nach der Völkerwanderung eine galloromanische Bevölkerung gehalten hat, wurde die Gemeinde 1265 erstmals urkundlich erwähnt. Im Mittelalter  gehörte der Ort zur Grafschaft Pfirt. Durch die Heirat der Johanna von Pfirt mit Herzog Albrecht von Österreich kam der Ort 1324 an Habsburg. Im Westfälischen Frieden 1648 ging Wahlbach mit dem ganzen elsässischen Besitz der Habsburger an die französische Krone. 1871–1918 gehörte es zum deutschen Reichsland Elsass-Lothringen.

### Bevölkerungsentwicklung
| Jahr      | 1871 | 1962 | 1968 | 1975 | 1982 | 1990 | 1999 | 2006 | 2017 |
| Einwohner | 488  | 209  | 205  | 189  | 211  | 242  | 323  | 401  | 497  |

Wahlbach verzeichnete ab dem Ende des 19. Jahrhunderts bis in die 1970er Jahre einen starken Bevölkerungsrückgang. Im Jahr des Frieden von Frankfurt (1871) lebten noch 488 Menschen in der Gemeinde, 1975 waren es nur noch 189. Seither kehrte sich die Entwicklung um. Im Jahr 2007 lebten nach eigenen Angaben der Gemeinde 430 Menschen in Wahlbach.

## Sehenswürdigkeiten

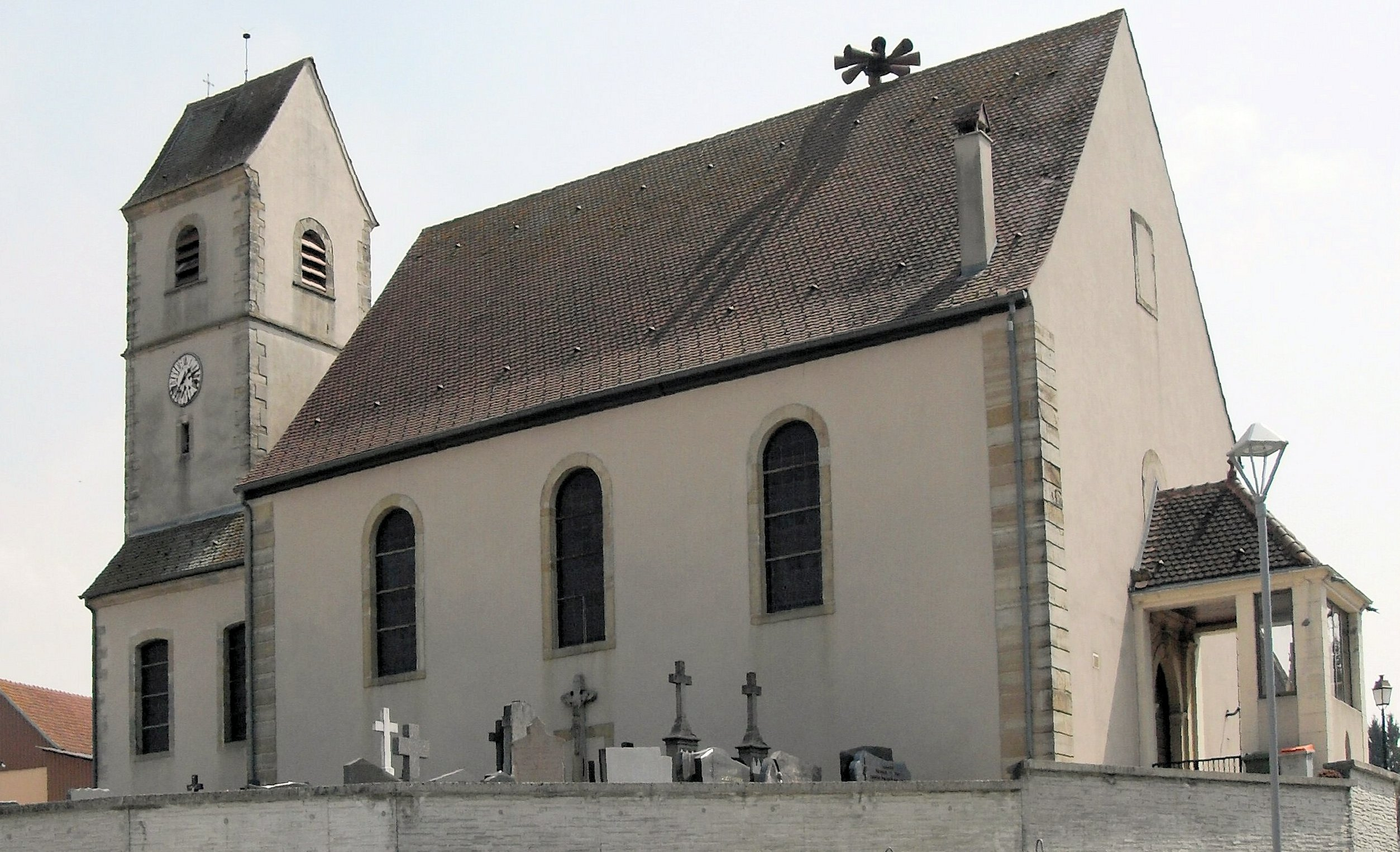
Kirche St. Moritz und St. Laurentius

Der Glockenturm der Pfarrkirche Saint-Maurice et Saint-Laurent stammt aus dem 13. Jahrhundert, das Kirchenschiff wird auf das Jahr 1771 datiert. Sie war bis 1780 eine Filialkirche der Gemeinde Hundsbach. Sie besitzt eine beachtenswerte barocke Innenausstattung und eine Rinckenbach-Orgel von 1839.
Eine Anzahl von gut erhaltenen Fachwerkhäusern des 19. und späten 18. Jahrhunderts mit dem zeittypischen engmaschigen und auf Symmetrie bedachten Fachwerk. Dagegen noch in der altertümlichen Ständerbauweise die Häuser Rue de l' Église Nr. 5 und Rue Principale Nr. 8.

## Wirtschaft und Infrastruktur
Wahlbach ist vorwiegend landwirtschaftlich geprägt.
Die Fernstraße D 19b führt durch Wahlbach und verbindet die Gemeinde mit Altkirch und Sierentz.